# Шоссе Иммигрантов
Шоссе Иммигрантов, или Родовиа-душ-Имигрантеш (порт. Rodovia dos Imigrantes, официальное обозначение SP-160) — автодорога в бразильском штате Сан-Паулу.
Шоссе соединяет город Сан-Паулу с побережьем Атлантического океана в районе Сан-Висенти и Прая-Гранде. Шоссе идёт параллельно старой трассе Аншьета и является одной из самых загруженных автодорог Бразилии, особенно в выходные дни. Шоссе проходит через 44 виадука, 7 мостов и 11 тоннелей, его длина составляет 58,5 километров. Это шоссе является гордостью бразильских дорожных строителей, с длинными туннелями и высокими шестиполосными мостами, возвышающимися над тропическим атлантическим лесом. Дорога проходит по склонам Серра-ду-Мар, прибрежного хребта высотой до 800 метров, который отделяет плато Сан-Паулу от побережья. В солнечные выходные по шоссе проезжает свыше миллиона автомобилей, в основном это жители Сан-Паулу, направляющиеся на океанские пляжи.
Шоссе Иммигрантов было открыто в 1974 году, когда шоссе Аншьета перестало справляться с большим потоком автомобилей. Хотя шоссе Иммигрантов несколько длиннее Аншьеты, его пропускная способность выше благодаря большему числу рядов и более высокой разрешённой максимальной скорости. На шоссе есть удобные съезды к городам Сантус и Гуаруджа на северном побережье; Прая-Гранди, Монгагуа и Итанаем на южном побережье Атлантического океана.
Своё название шоссе получило в память того, что этим путём в Сан-Паулу впервые прибывали иммигранты.
Шоссе Иммигрантов (также как и шоссе Аншьета) управляется назначенной правительством штата частной компанией Ecovias, собирающей плату за проезд.
Обе полосы шоссе могут полностью изменять направление движения на противоположное, в зависимости от потребности; движение может осуществляться как двунаправлено, так и однонаправлено, в сторону Сан-Паулу или побережья. В последнем случае движение в противоположном направлении берёт на себя шоссе Аншьета.